# Paolo Coloni
Paolo Coloni (* 24. Mai 1969 in Perugia) ist ein ehemaliger Automobilrennfahrer und jetziger Motorsportmanager aus Italien. Er führt das in Passignano sul Trasimeno ansässige Unternehmen Paolo Coloni Racing, das sein Vater Enzo 1981 gegründet hatte und lange Jahre als Coloni Motorsport bzw. Scuderia Coloni bekannt war. Paolo Coloni leitete mehrere Jahre lang die Einsätze des eigenen Rennstalls und organisierte zuletzt die Motorsportserie Auto GP.

## Rennfahrer
Paolo Coloni nahm von 1989 bis 1995 an 52 Rennen teil. Er debütierte 1989 in der Italienischen Formel-3-Meisterschaft. Ab 1991 fuhr er in dieser Serie für das Team seines Vaters. Insgesamt gewann Coloni zwei Rennen und erreichte sechs weitere Podiumspositionen. Seinen größten internationalen Erfolg erzielte Coloni bei den Formel-3-Masters 1993 in Zandvoort, als er den zweiten Platz hinter Jos Verstappen belegte. In der Saison 1991 war Paolo Coloni außerdem als Test- und Ersatzfahrer des Formel-1-Teams seines Vaters gemeldet, kam aber nicht zum Einsatz.

## Motorsportmanagement

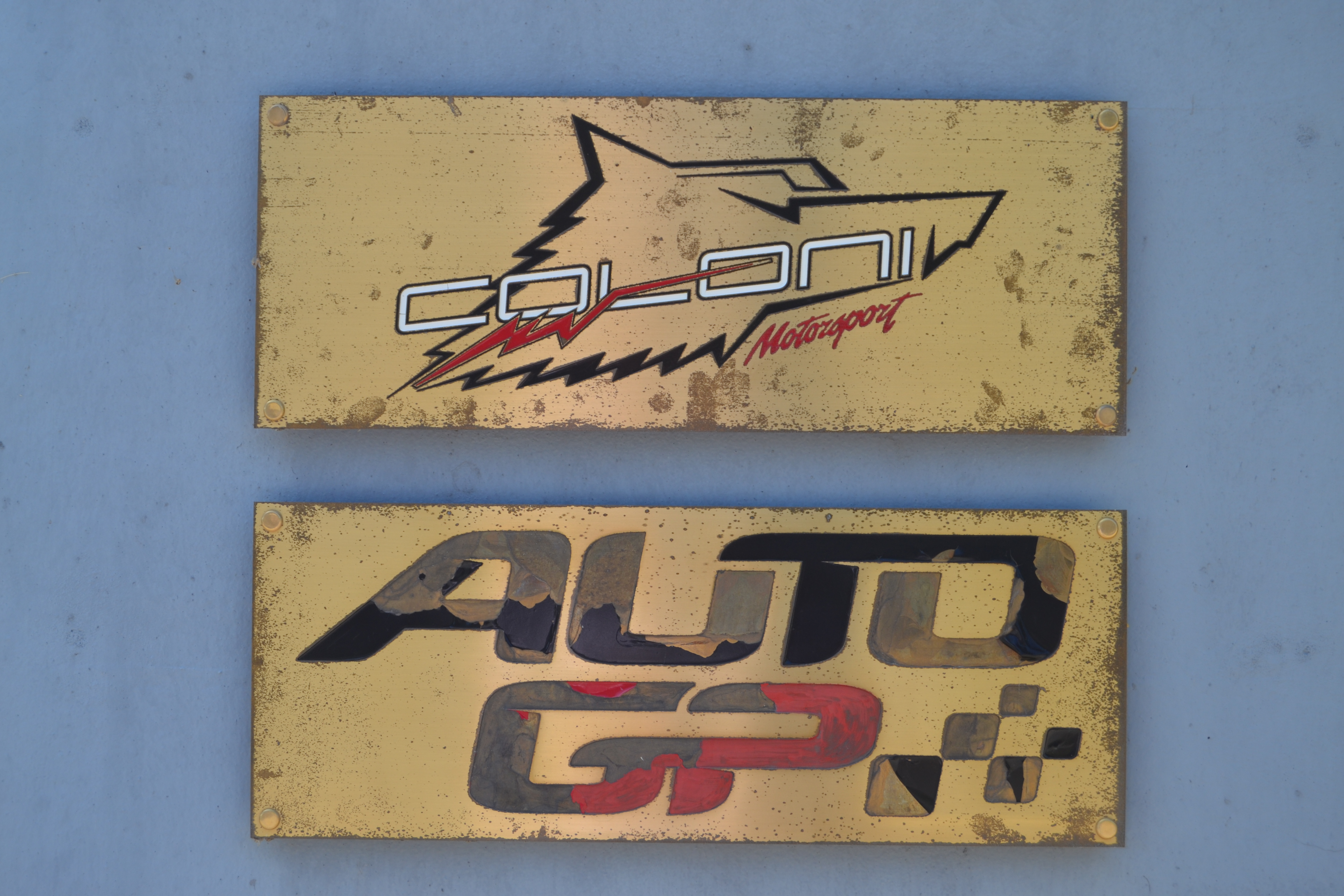
Coloni und AutoGP (2016)

Seit Mitte der 1990er-Jahre leitet Paolo Coloni in zweiter Generation den Familienbetrieb Coloni Motorsport, der mittlerweile als Paolo Coloni Racing firmiert. Unter seiner Leitung etablierte sich das Unternehmen, das nach anfänglichen Erfolgen in der Formel 3 1991 mit einem überambitionierten Formel-1-Projekt gescheitert war, wieder im internationalen Motorsport. Ab 1997 fuhr Coloni Motorsport in der Formel-3000-Europameisterschaft und deren Nachfolger, der GP2-Serie. Colonis Team gewann mehrere Rennen. 
Unter der Leitung von Paolo Coloni übernahm das Unternehmen zunehmend auch Dienstleistungen für andere Rennställe. So betrieb Coloni parallel zum eigenen Rennstall zwei Jahre lang auch das Formel-3000-Team von Minardi. Für die Formula Nissan, einen Vorläufer der World Series by Renault, entwickelte Coloni das ab 1998 verwendete Einheitschassis. 
Von 2006 bis 2016 organisierte Paolo Coloni zusammen mit seinem Vater die Meisterschaften der Auto GP, die aus einem italienischen Ableger der Formel 3000 hervorgegangen sind. 2016 wurde die Auto GP mangels Beteiligung in die Boss-GP-Serie integriert.